# 볼란디올
볼란디올(Bolandiol)은 시장에 도입된 적이 없는 단백동화 스테로이드(AAS)이다. 그러나 디프로피온산 에스터 유도체 볼란디올 디프로피온산은 시장에 도입되었다. 볼란디올과 볼란디올의 디프로피온산 에스터는 에스트로겐과 프로게스타겐 기전을 갖고 있는 것으로 보고되어 AAC 중에서는 독특하다.
볼란디올은 세계 반도핑 기구의 금지 약물로 등재되어 있으므로 주요 스포츠 대부분에서 복용이 금지되어 있다.